# 中原兼遠
中原 兼遠（なかはら の かねとお、生年未詳 - 治承5年（1181年）?）は、平安時代末期の武家。木曾義仲の乳母父。木曾中三（中原氏の三男）を号した。

## 出自
木曽の中原氏は同地を地盤とした豪族。その出自は諸説あるが、一般的に中央貴族である中原氏の流れを汲むとされる。
『木曽福島町史』第1巻では、『本朝世紀』久安6年（1150年）11月16日条・12月23日条に「右少弁中原兼遠」という記述があることを指摘し、仁平元年（1151年）に従五位下・藤原清通が信濃守に重任していることから、兼遠は目代として信濃に下向したと推測している。
また、村石正行は『官史補任』に、「中原兼遠」という人物が元永元年（1118年）に右少弁・正六位となっていることから、中央官人の中原氏が京都から信濃に下向し土着したと考えても違和感はなく、『源平盛衰記』に木曾義仲軍の中に「検非違使所八郎」という人物がいることから、兼遠が権守として武装官吏を動員する力を持っていても不思議ではないとしている。
辻崇宏は、兼遠は京都の官人として武蔵に下向し、最終的に信濃に土着して、有力な在庁官人として国衙や木曽地方を中心に勢力を伸ばしたとした。
一志茂樹や『長野県史 通史編』、『日義村誌 歴史編上』は、大吉祖荘の開発領主あるいは庄司であったと推測している。
平安時代末期には同族と見られる木曾中太が保元の乱で源義朝・源為義に従軍している。
『平家物語』延慶本には、木曽義仲方の武士として「樋口カ甥信乃武者ニ千野太郎光弘」が見える。「千野」は諏訪大社上社の神官の一族であり、樋口兼光は児玉党の婿であったことから、兼光の姉妹、つまり兼遠の娘が千野氏に嫁いだと推察できる。また、『諏訪大明神画詞』によれば、金刺盛澄は義仲を婿にしたと記述があり、兼遠と諏訪大社が親密な関係を築いていたと考えられる。
村石正行は、兼遠と武蔵国において関係があったと考えられる源義賢の母は「六条大夫重俊女」であり、「六条大夫重俊」とは中原重俊のことであり、兼遠と同族であったとした。また、平安時代末期に越後国高田保の保司であった中原兼俊も2人と同族であったとした。

## 経歴
京都に生まれ、のちに信濃国木曾地方に本拠を置いた豪族。
『信濃史料』巻2によれば、『本朝世紀』巻38に、久安6年（1150年）8月16日に信濃国の諸牧の馬を献上した「右少史大江兼遠」という人物がいたとされるが、これを当時信濃権守であった中原兼遠のことであるとする説がある。
『木曽福島町史』第1巻では、『本朝世紀』久安6年（1150年）11月16日条・12月23日条に「右少弁中原兼遠」という記述があることを指摘し、仁平元年（1151年）に従五位下・藤原清通が信濃守に重任していることから、兼遠は目代として信濃に下向したと推測している。
久寿2年（1155年）の大蔵合戦で源義賢が甥の源義平に討たれた際、その遺児・駒王丸を斎藤実盛の手から預かり、ひそかに匿って養育する。この時、信濃権守であったという。
高橋一樹は、駒王丸の信濃への脱出に武蔵を巡る人脈が生きており、兼遠はかつて目代などとして武蔵と深く関わっていた可能性があると推測している。
辻崇宏は、『平家物語』諸本に、駒王丸脱出に武蔵の武士である畠山重能と斎藤実盛が関わっており、兼遠の子である樋口兼光が武蔵の児玉党の婿である旨の記述が記されていることや、『吾妻鏡』寿永3年（1184年）2月1日条に兼遠が「武蔵児玉之輩」と「親昵之間」であったと記されていることから、兼遠と武蔵の武士には交流があり、それは駒王丸の母、あるいは乳母の縁者に兼遠がいたからであるとした。
兼遠が駒王丸を引き取った理由について、辻崇宏は、信濃国衙の周辺に勢力を拡大していた平賀氏と対立していたために、平賀氏と関係が良好であった源義朝・源義平と関東で対立していた帯刀先生・源義賢と手を組み、そしてその遺児を「軍事的実力と貴族性を併せ持つ地域抗争の調停者」として認識していたからであるとした。
駒王丸は兼遠一族の庇護のもとで成長し、木曾義仲と名乗って治承・寿永の乱において平家や源頼朝と戦う。兼遠の子である樋口兼光・今井兼平はともに義仲の重臣となっている。
『尊卑分脈』では義仲の嫡男義高の母を兼平の娘としているが、兼平は義仲と同年代の乳母子なので、義高の母は兼平の妹（兼遠の娘）と推定される。
また『源平盛衰記』では巴御前は兼遠の娘で義仲の妾とされている。
長野県木曽郡木曽町新開に、中原兼遠屋敷跡がある。
墓所は、長野県木曽郡木曽町日義にある林昌寺。
『平安遺文」35号には、嘉応元年（1169年）10月9日に大隅国司に任じられた「中原兼貞」という人物が見え、『兵範記』にも兼貞が同時期に大隅国司となっていたことが確認できるが、この兼貞を兼遠の兄である「弥中太」に比定する説がある。

## 伝説
妻・千鶴御前との間には中原三郎兼好という子供がおり、知久氏に仕えた小木曽氏の祖であるとする伝説がある。

## 異説
明治時代の自由民権運動家の武居用拙は『岐蘇古今沿革志』で以下のように記載している。
幼少期から皇別中原兼遠の英才教育を受けてきた木曾義仲・巴御前・今井兼平・樋口兼光。義仲挙兵後、戦える女性は巴だけであった。
義仲の側近として共に生き共に戦う事は本望であるとした。
軍記物語である『源平盛衰記』では巴は兼遠の娘で義仲の妾となっているが現実的に見れば皇別の兼遠が娘を格下である妾（遊女・便女）にするわけがなく、義仲の側近（側室）は巴である。
また巴は義仲の挙兵以前から義仲の子、義高を授かっていることから、初めは正室であったが義仲挙兵に伴い戦える女性は巴だけであった。
已む無く側近・側室となり義仲に寄り添い共に戦ったのである。
巴御前が出てくるのは軍記物語である『平家物語』『源平盛衰記』のみであり、当時の一次史料や鎌倉幕府編纂書の『吾妻鏡』には、その存在は確認されない。
『源平盛衰記』は文学的脚色である可能性が高い。敗者であるが故に便女と妻を取り違えて解釈し紛れもない冒涜・虐めであり、正確には（地方豪族・敗者の娘）を妾とし、（同盟国の娘・皇別の娘）を妻・正室としていると主張している。